# Jošanica (Klina)
Pour les articles homonymes, voir Jošanica.
Jashanicë en albanais et Jošanica en serbe latin (en serbe cyrillique : Јошаница) est une localité du Kosovo située dans la commune/municipalité de Klinë/Klina et dans le district de Pejë/Peć. Selon le recensement kosovar de 2011, elle compte 1 784 habitants.

## Histoire
Sur le territoire du village se trouve un grand tumulus illyrien proposé pour une inscription sur la liste des monuments culturels du Kosovo.

## Démographie

### Évolution historique de la population dans la localité
| 1948  | 1953  | 1961  | 1971  | 1981  | 1991  | 2011  |
| ----- | ----- | ----- | ----- | ----- | ----- | ----- |
| 1 049 | 1 139 | 1 200 | 1 368 | 1 622 | 1 727 | 1 784 |

|  |

### Répartition de la population par nationalités (2011)
En 2011, les Albanais représentaient 98,93 % de la population.